# Telmatosaure

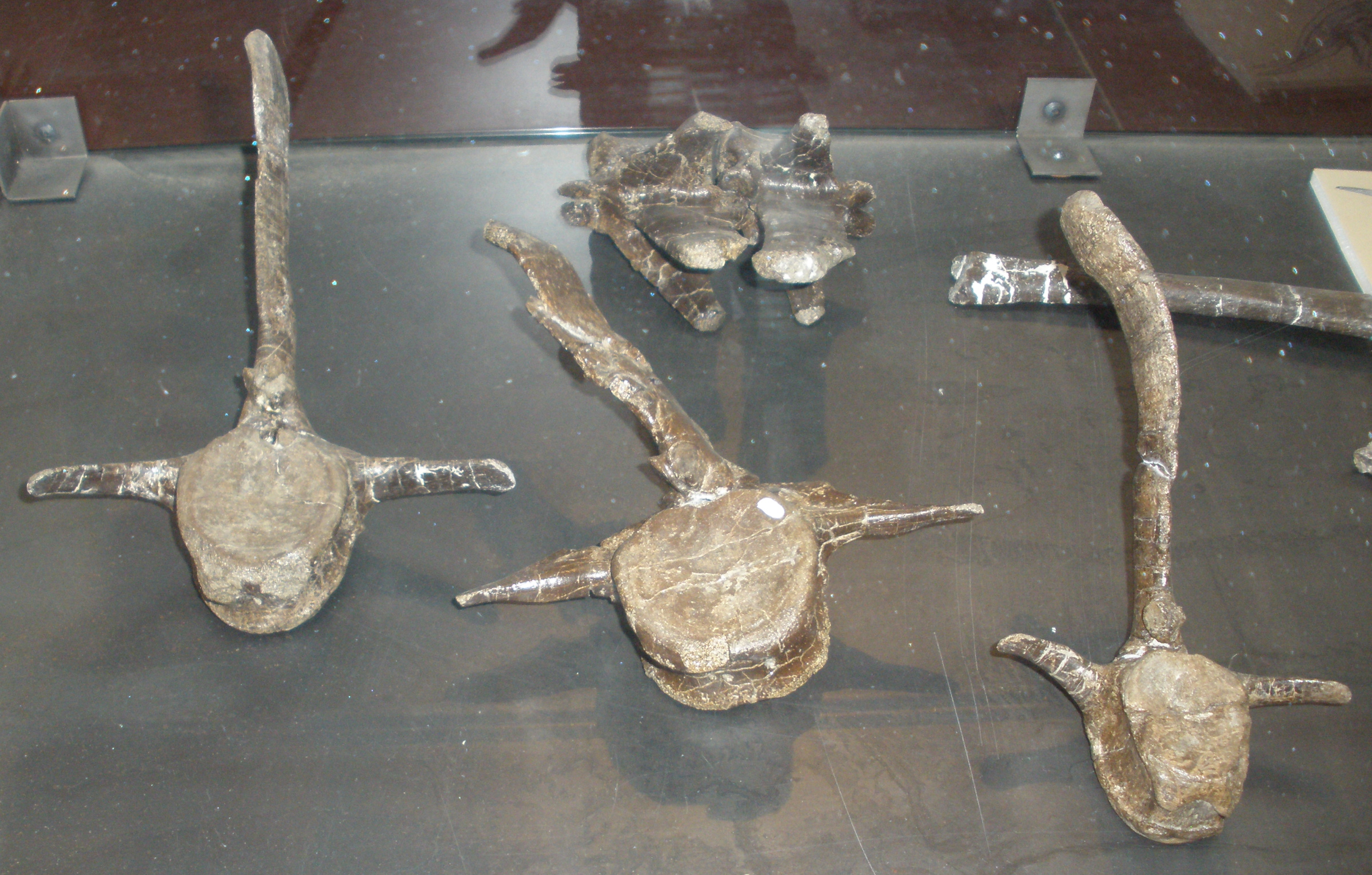
Vèrtebres de Telmatosaurus transsylvanicus

El telmatosaure (Telmatosaurus) és un gènere de dinosaure hadrosàurid basal que va viure al Cretaci superior en el que actualment és Romania. Era un hadrosaure relativament petit, feia aproximadament 5 metres de longitud. L'espècie tipus, Telmatosaurus transylvanicus, va ser descrita per Franz Nopcsa von Felső-Szilvás, l'any 1903.